# Puchar UEFA (2004/2005)
Puchar UEFA 2004/2005 (ang. 2004–2005 UEFA Cup) – 34. edycja międzynarodowego klubowego turnieju piłki nożnej Puchar UEFA, zorganizowana przez Unię Europejskich Związków Piłkarskich w terminie 13 lipca 2004 – 18 maja 2005. W rozgrywkach zwyciężyła drużyna CSKA Moskwa.

## I runda kwalifikacyjna

### Grupa północna
| Levadia Tallinn – Bohemian F.C. 0:0 i 3:1 1 15.07 2004 2 27.07 2004 1:0 Vitoldas Čepauskas 10, 1:1 Glen Crowe 55, 2:1 Vladimir Tšelnokov 69, 3:1 Marius Dovydėnas 78 |
| Haverfordwest County – FH 0:1 i 1:3 1 15.07 2004 0:1 Allan Borgvartd 74 (mecz w Cardiff) 2 29.07 2004 1:0 Tim Hicks 19, 1:1 Danny Thomas 20s, 1:2 Emil Hallfreðsson 63, 1:3 Baldur Bett 65 |
| Östers IF – TNS Llansantffraid 2:0 i 2:1 1 15.07 2004 1:0 Pär Cederqvist 77, 2:0 Pär Cederqvist 83 2 29.07 2004 1:0 Pär Cederqvist 11, 1:1 Michael Wilde 79, 2:1 Freddy Söderberg 88 (mecz w Wrexham) |
| Portadown F.C. – Žalgiris Wilno 2:2 i 0:2 1 15.07 2004 1:0 Peter McCann 12, 2:0 Peter McCann 16, 2:1 Andžejus Maksimovičius 66, 2:2 Artūras Steško 80 2 29.07 2004 0:1 Tomas Mikuckis 7, 0:2 Vidas Kaušpadas 20 |
| B68 Toftir – FK Ventspils 0:3 i 0:8 1 15.07 2004 0:1 Vīts Rimkus 15, 0:2 Vīts Rimkus 24, 0:3 Vīts Rimkus 65 2 29.07 2004 0:1 Deimants Bička 17, 0:2 Igoris Stukalinas 33, 0:3 Vīts Rimkus 43, 0:4 Aleksandr Rechwiaszwili 47, 0:5 Māris Smirnovs 56, 0:6 Andrejs Butriks 71, 0:7 Jiří Krohmer 85, 0:8 Andriej Agafonow 88 |
| FC Haka – Etzella Ettelbruck 2:1 i 3:1 1 15.07 2004 1:0 Mika Nenonen 2, 2:0 Mika Nenonen 19, 2:1 Patrick Grettnich 25k 2 29.07 2004 0:1 Luc Mischo 1, 1:1 Sami Ristilä 10, 2:1 Sergei Terehhov 47, 3:1 Mikko Innanen 64 |
| Ekranas Poniewież – F91 Dudelange 1:0 i 2:1 1 15.07 2004 1:0 Mindaugas Gardzijauskas 38 2 29.07 2004 1:0 Mantas Savėnas 6, 2:0 Egidijus Majus 50, 2:1 Loïc Mouny 86 |
| FC Vaduz – Longford Town F.C 1:0 i 3:2 1 15.07 2004 1:0 Michele Polverino 73 2 29.07 2004 1:0 Marius Zarn 5, 2:0 Franz Burgmeier 49, 3:0 Thomas Weller 54, 3:1 Dean Fitzgerald 86, 3:2 Barry Ferguson 88 |
| B36 Tórshavn – Liepājas Metalurgs 1:3 i 1:8 1 15.07 2004 0:1 Genādijs Soloņicins 1, 0:2 Viktors Dobrecovs 4, 1:2 Bergur Midjord 45, 1:3 Viktors Dobrecovs 63 2 29.07 2004 0:1 Viktors Dobrecovs 2, 0:2 Aleksandr Katasonow 18, 0:3 Genādijs Soloņicins 29k, 0:4 Aleksandr Katasonow 30, 0:5 Aleksandr Katasonow 34, 0:6 Aleksandr Katasonow 42, 1:6 Jóhannis Joensen 73, 1:7 Edvinas Lukoševičius 77, 1:8 Kristaps Grebis 78 |
| Glentoran F.C. – AC Allianssi 2:2 i 2:1 1 15.07 2004 1:0 Stephen Parkhouse 22, 1:1 Pasi Solehmainen 52, 1:2 Adriano Munoz 68, 2:2 Darren Lockhart 88 2 29.07 2004 0:1 Adriano Munoz 39, 1:1 Tommy McCallion 70, 2:1 Colin Nixon 81 |
| ÍA – TVMK Tallinn 4:2 i 2:1 1 15.07 2004 1:0 Reynir Leósson 6, 2:0 Stefán Thor Thordarson 36, 2:1 Deniss Malov 48, 3:1 Ellert Jón Björnsson 52, 3:2 Maksim Smirnov 58, 4:2 Julian Johnsson 90 2 29.07 2004 1:0 Ellert Jón Björnsson 44, 2:0 Ellert Jón Björnsson 51, 2:1 Andrei Borisov 89 |

### Grupa południowo-śródziemnomorska
| Siłeks Kratowo – NK Maribor 0:1 i 1:1 1 15.07 2004 0:1 Andrej Kvas 45 2 29.07 2004 0:1 Dragan Jelić 7, 1:1 Stewica Ristiḱ 78 |
| Marsaxlokk FC – Primorje Ajdovščina 0:1 i 0:2 1 15.07 2004 0:1 Goran Jolić 2 2 29.07 2004 0:1 Goran Jolić 12, 0:2 Miloš 15 |
| SS Pennarossa – FK Željezničar 1:5 i 0:4 1 15.07 2004 0:1 Almir Gredić 1, 0:2 Admir Raščić 6, 0:3 Admir Raščić 11, 0:4 Denis Karić 32, 0:5 Avdija Vrsajević 79, 1:5 Mohammed Zaboul 88 2 29.07 2004 0:1 Kajtaz 21, 0:2 Alen Kurt 32, 0:3 Admir Raščić 40, 0:4 Admir Raščić 58 |
| Oțelul Gałacz – Dinamo Tirana 4:0 i 4:1 1 15.07 2004 1:0 Negru 10, 2:0 Nanu 19, 3:0 Iakob 27, 4:0 Apostol 42 (mecz w Konstancy) 2 29.07 2004 1:0 Danciu 22k, 1:1 Qosa 24, 2:1 Rohat 37, 3:1 Aldea 70, 4:1 Danciu 80                                                           |
| Santa Coloma – FK Modriča Maxima 0:1 i 0:3 1 15.07 2004 0:1 Sreten Vasić 55 2 29.07 2004 0:1 Ljubičić 35, 0:2 Zoran Novaković 66, 0:3 Pavić 88 |
| Omonia Nikozja – Słoga Skopje 4:0 i 4:1 1 15.07 2004 1:0 Elias Charalombous 40, 2:0 Josef Kozlej 47, 3:0 Antonis Makris 83, 4:0 Antonis Makris 90 2 29.07 2004 1:0 Georgiou 10, 2:0 Veško Mihajlović 50, 3:0 Kaiafas 69, 3:1 Nuhiji 84, 4:1 Kekić 90                          |
| Partizani Tirana – Birkirkara FC 4:2 i 1:2 1 15.07 2004 1:0 Sokol Bulku 23, 2:0 Dorian Bylykbashi 27k, 2:1 Marcelo Brachini 34s, 3:1 Alert Alccani 51, 4:1 Skerdi Bejzade 69, 4:2 George Mallia 82 2 29.07 2004 1:0 Dorian Bylykbashi 45, 1:1 Zahra 56, 1:2 Dronca 84         |

### Grupa środkowo-wschodnia
| FK Mariupol – Bananc Erywań 2:0 i 2:0 1 15.07 2004 1:0 Zakarljuka 53, 2:0 Zakarljuka 84 2 29.07 2004 1:0 Esin 20, 2:0 Płatonow 77                                                                         |
| SK Tbilisi – FK Şəmkir 1:0 i 4:1 1 15.07 2004 1:0 Georgi Czelidze 34 2 29.07 2004 1:0 Georgi Czelidze 46, 2:0 Akaki Mikuczadze 40, 3:0 Akaki Mikuczadze 78, 4:0 Giwi Kwaracchelia 83, 4:1 Pasha Əliyev 90 |
| BATE Borysów – Dinamo Tbilisi 2:3 i 0:1 1 15.07 2004 1:0 Żewnow 15, 2:0 Strachanowicz 19k, 2:1 Kakaładze 45, 2:2 Ganczarow 55, 2:3 César Romero 90 2 29.07 2004 0:1 Kwirkwelia 86                         |
| Szirak Giumri – FC Tiraspol 1:2 i 0:2 1 15.07 2004 0:1 Josan 6, 0:2 Barburos 40k, 1:2 Dawtjan 70k 2 29.07 2004 0:1 Corneencov 9, 0:2 Nesteruk 56                                                          |
| Nistru Otaci – Szachcior Soligorsk 1:1 i 2:1 1 15.07 2004 0:1 Biespanskij 47, 1:1 Groshev 73 2 29.07 2004 1:0 Slesarczuk 6, 1:1 Aleksiej Biełousow 25s, 1:2 Sergiej Pogreban 88                           |
| Mika Erywań – Budapest Honvéd FC 0:1 i 1:1 1 13.07 2004 0:1 Ádám Csobánki 90 2 29.07 2004 1:0 Szachgeldjan 42, 1:1 Bábik 59                                                                               |
| FK Dukla Bańska Bystrzyca – Qarabağ Ağdam 3:0 i 1:0 1 15.07 2004 1:0 Semeník 50, 2:0 Svintek 64, 3:0 Pecovsky 77 2 29.07 2004 1:0 Jabbarov 61s                                                            |

## II runda kwalifikacyjna

### Grupa północna
| Glentoran F.C. – IF Elfsborg 0:1 i 1:2 1 12.08 2004 0:1 Joakim Alexandersson 88 2 26.08 2004 1:0 Michael Halliday 28, 1:1 Andreas Klarström 45, 1:2 Daniel Alexandersson 78                                                                                         |
| KSK Beveren – FC Vaduz 3:1 i 2:1 1 12.08 2004 1:0 Alexandre Tokpa 21, 2:0 Romaric 25, 2:1 Marius Zarn 57, 3:1 Marco Ne 65 2 26.08 2004 1:0 Abdoulaye-Junior Djire 32, 2:0 Ndri Romaric 55, 2:1 Marius Zarn 75                                                       |
| Odds BK – Ekranas Poniewież 3:1 i 1:2 1 12.08 2004 0:1 Povilas Lukšys 35, 1:1 Occean 55, 2:1 Anders Rambekk 67, 3:1 Occean 72 2 26.08 2004 0:1 Vitalijus Kavaliauskas 9, 0:2 Gediminas Paulauskas 30, 1:2 Morten Knutsen 90                                         |
| FK Ventspils – Brøndby IF 0:0 i 1:1 1 12.08 2004 2 26.08 2004 1:0 Andriej Agafonow 5, 1:1 Dan Johansen 33k |
| Hammarby IF – Íþróttabandalag Akraness 2:0 i 2:1 1 12.08 2004 1:0 Alexander Ostlund 8, 2:0 Bjorn Runstrom 86 2 26.08 2004 1:0 Mikkel Jensen 13, 1:1 Gudjon Sveinsson 38, 2:1 Dede Andersson 45                                                                      |
| Stabæk Fotball – FC Haka 3:1 i 3:1 1 12.08 2004 0:1 Walerij Popowicz 49, 1:1 Veigar Gunnarsson 51, 2:1 Eirik Markegard 53, 3:1 Andre Olsen 90 2 26.08 2004 1:0 Samuel Wowoah 2, 1:1 Sami Ristilä 31k, 2:1 Samuel Wowoah 36, 3:1 Tommy Stenersen 61                  |
| FK Bodø/Glimt – Levadia Tallinn 2:1 i 1:2 (dog), karne 8:7 1 12.08 2004 1:0 Stig Johansen 1, 1:1 Władimir Woskobojnikow 8, 2:1 Runar Berg 77 2 26.08 2004 0:1 Władimir Woskobojnikow 17, 0:2 Konstantin Wasiliew 45, 1:2 Trond-Fredrik Ludvigsen 90                 |
| Fimleikafélag Hafnarfjarðar – Dunfermline Athletic 2:2 i 2:1 1 12.08 2004 1:0 Jonas-Grani Gardarsson 18, 2:0 Allan Borgvardt 21, 2:1 Craig Brewster 72, 2:2 Andrius Skerla 87 2 26.08 2004 0:1 Gary Dempsey 72, 1:1 Armann-Smari Bjornsson 83, 2:1 Tommy Nielsen 90 |
| Žalgiris Wilno – Aalborg BK 1:3 i 0:0 1 12.08 2004 1:0 Vidas Kaušpadas 33k, 1:1 David Nielsen 47, 1:2 David Nielsen 49, 1:3 Christian Lundberg 73 2 26.08 2004 |
| Östers IF Växjö – Liepājas Metalurgs 2:2 i 1:1 1 12.08 2004 1:0 Pär Cederqvist 23, 1:1 Aleksandrs Katasonovs 40, 2:1 Pär Cederqvist 85, 2:2 Viktors Dobrecovs 90 2 26.08 2004 1:0 Pär Cederqvist 29, 1:1 Edijs Danilovs 53                                          |

### Grupa południowo-śródziemnomorska
| Gençlerbirliği SK – NK Rijeka 1:0 i 1:2 1 12.08 2004 1:0 Mehmet Nas 45 2 26.08 2004 0:1 Tomislav Erceg 13, 0:2 Tomislav Erceg 53, 1:2 Ugur Boral 90 |
| Lewski Sofia – Modriča Maxima 5:0 i 3:0 1 12.08 2004 1:0 Sreten Vasić 5s, 2:0 Georgi Czilikow 13, 2:0 Georgi Czilikow 77, 4:0 Georgi Czilikow 79, 5:0 Emil Angełow 87 2 26.08 2004 1:0 Dimitar Tełkijski 48, 2:0 Lúcio Vágner 82, 3:0 Lúcio Vágner 90                                                              |
| Hapoel Bene Sachnin – Partizani Tirana 3:0 i 3:1 1 12.08 2004 1:0 Abbass Sowan 16, 2:0 Agoye Olumide 33, 3:0 Agoye Olumide 54 2 26.08 2004 1:0 Agoye Olumide 21, 2:0 Agoye Olumide 45, 2:1 Bylykbashi 56, 3:1 Hamlid 72                                                                                            |
| FK Železnik Belgrad – Steaua Bukareszt 2:4 i 2:1 1 12.08 2004 0:1 Daniel Oprita 17, 0:2 Adrian Neaga 23, 0:3 Sorin-Ioan Paraschiv 33, 0:4 Adrian Neaga 49, 1:4 Darko Drinić 68, 2:4 Jefferson Da Silva 86 2 26.08 2004 1:0 Darko Drinić 10, 2:0 Goulart 73, 2:1 Constantin Dica 79                                 |
| Budućnost Banatski Dvor – Maribor Branik 1:2 i 1:0 1 10.08 2004 1:0 Zeljko Milošević 23k, 1:1 Dominik Beršnjak 38, 1:2 Dalibor Teinović 76 2 26.08 2004 1:0 Dejan Novaković 66 |
| FK Željezničar – Liteks Łowecz 1:2 i 0:7 1 12.08 2004 1:0 Arben Avdija 58, 1:1 Hidiouad Mourad 68, 1:2 Joãozinho 73 2 26.08 2004 0:1 Soares De Almeida Neto 1, 0:2 Soares De Almeida Neto 9, 0:3 Tiago Silva 13, 0:4 Soares De Almeida Neto 36, 0:5 Murad Hidiuad 42, 0:6 Trika Beljakow 73, 0:7 Trika Beljakow 78 |
| Dinamo Zagrzeb – Primorje Ajdovščina 4:0 i 0:2 1 12.08 2004 1:0 Niko Kranjcar 4, 2:0 Ivan Bosnjak 19, 3:0 Danijel Pranjic 28, 4:0 Dario Zahora 69 2 26.08 2004 0:1 Matej Mlakar 70, Simon Gregoric 88 |
| Omonia Nikozja – CSKA Sofia 1:1 i 1:3 (dog) 1 10.08 2004 1:0 Jozef Kozlej 57, 1:1 Amiran Mudżiri 79 2 26.08 2004 1:0 Zoran Stjepanovic 78, 1:1 Amiran Mudżiri 90+, 1:2 Stojko Sakaliew 110, 1:3 Kostandin Hazurow 116                                                                                              |
| Oțelul Gałacz – FK Partizan 0:0 i 0:1 1 12.08 2004 2 26.08 2004 0:1 Srdjan Radonjic 29 |
| AEK Larnaka – Maccabi Petach Tikwa 3:0 i 0:4 1 12.08 2004 1:0 Dragan Isajlovic 16, 2:0 Dragan Isajlovic 31, 3:0 Dragan Isajlovic 45 2 26.08 2004 0:1 Omer Golan 1, 0:2 Aristos Aristocleous 24s, 0:3 Assi Mashiach 40, 0:4 Assi Mashiach 45k                                                                       |

### Grupa środkowo-wschodnia
| Terek Grozny – Lech Poznań 1:0 i 1:0 1 12.08 2004 1:0 Dmitrij Chomucha 90+ 2 26.08 2004 1:0 Andriej Fiedkow 81 |
| Slavia Praga – Dinamo Tbilisi 3:1 i 0:2 1 12.08 2004 0:1 Lewan Mełkadze 12, 1:1 Evandro Adauto da Silva 61k, 2:1 Karel Pitak 63, 3:1 David Kalivoda 77 2 26.08 2004 0:1 Lewan Mełkadze 45, Jaba Kankawa 66                                  |
| Rapid Wiedeń – Rubin Kazań 0:2 i 3:0 1 12.08 2004 0:1 Santos Roni 50, 0:2 Denis Bojarincew 64 2 26.08 2004 1:0 Steffen Hofmann 17, 2:0 Marek Kincl 29, 3:0 Steffen Hofmann 70                                                               |
| Ilicziwiec Mariupol – Austria Wiedeń 0:0 i 0:3 1 12.08 2004 2 26.08 2004 0:1 Libor Sionko 31, 0:2 Ivica Vastic 53k, 0:3 Ivica Vastic 61k |
| Dukla Bańska Bystrzyca – FC Wil 3:1 i 1:1 1 12.08 2004 0:1 Kristian Nushi 72, 1:1 Robert Semenik 75, 2:1 Robert Semenik 79k, 3:1 Martin Jakubko 90 2 26.08 2004 1:0 Robert Semenik 61, 1:1 Anes Zverotic 67                                 |
| Nistru Otaci – Sigma Ołomuniec 1:2 i 0:4 1 12.08 2004 1:0 Yulian Bursuk 50k, 1:1 Roman Hubnik 54, 1:2 Peter Babnic 89 2 26.08 2004 0:1 Martin Vyskocil 31, 0:2 Radim Kucera 36, 0:3 Martin Vyskocil 58, 0:4 Ales Bednar 66                  |
| Petržalka Bratysława – Dnipro Dniepropietrowsk 0:3 i 1:1 1 12.08 2004 0:1 Dmitrij Semoczko 62, 0:2 Siergiej Nazarenko 78, 0:3 Dmitrij Michajlenko 89 2 26.08 2004 0:1 Rusłan Kostiszin 43, 1:1 Balaj Borbély 45+                            |
| SV Pasching – Zenit Petersburg 3:1 i 0:2 1 10.08 2004 0:1 Hakki-Tolunay Kafkas 10s, 1:1 Eduard Glieder 16k, 2:1 Christian Mayrleb 35, 3:1 Eduard Glieder 85k 2 26.08 2004 0:1 Milan Vještica 10, Aleksandr Kierżakow 18                     |
| Újpest FC – Servette FC 3:1 i 2:0 1 12.08 2004 1:0 Attila Polonkai 42, 2:0 Peter Rajczi 56, 2:1 Hervé Alicarte 57k, 3:1 Norbert Toth 63 2 26.08 2004 1:0 Zoltan Bükszegí 82, 2:0 Robert Feczesin 90                                         |
| Metałurh Donieck – FC Tiraspol 3:0 i 2:1 1 12.08 2004 1:0 Yaya Touré 31, 2:0 Ilja Stolica 75, 3:0 Ilja Stolica 90+ 2 26.08 2004 0:1 Andriej Kornienkow 29, 1:1 Wjaczesław Czeczer 53, 2:2 Andreas Mendoza 88                                |
| SK Tbilisi – Legia Warszawa 0:1 i 0:6 1 12.08 2004 0:1 Tomasz Sokołowski 78 2 26.08 2004 0:1 Piotr Włodarczyk 5k, 0:2 Jacek Magiera 23, 0:3 Piotr Włodarczyk 44, 0:4 Piotr Włodarczyk 51, 0:5 Marek Saganowski 80, 0:6 Tomasz Sokołowski 84 |
| Amica Wronki – Budapest Honvéd 1:0 i 0:1 (dog), karne 5:4 1 12.08 2004 1:0 Paweł Kryszałowicz 23 2 26.08 2004 0:1 Zoltan Takács 46 |

## I runda
| Grazer AK – Liteks Łowecz 5:0 i 0:1 1 16.09 2004 1:0 Mario Bazina 14, 2:0 Rolland Kollman 39, 3:0 Rolland Kollman 44, 4:0 Mario Bazina 51, 5:0 Emanuel Pogatetz 85 2 30.09 2004 0:1 Joăozinho 67 |
| Metałurh Donieck – S.S. Lazio 0:3 i 0:3 1 16.09 2004 0:1 Massimo Rocchi 74, 0:2 Cesar 76, 0:3 Goran Pandev 85 2 30.09 2004 0:1 Fabio Liverani 10, 0:2 Roberto Muzzi 22, 0:3 Fabio Liverani 25 |
| FK Bodø/Glimt – Beşiktaş JK 1:1 i 0:1 1 16.09 2004 1:0 Runar Berg 20, 1:1 Ahmed Hassan 86 2 30.09 2004 0:1 Ibrahim Üzülmez 45 |
| Shelbourne FC – Lille OSC 2:2 i 0:2 1 16.09 2004 0:1 Mathieu Bodmer 20, 0:2 Christophe Landrin 45, 1:2 Glen Fitzpatrick 80, 2:2 Glen Fitzpatrick 83 2 30.09 2004 0:1 Milenko Acimovic 18, 0:2 Matt Moussilou 27 |
| Heart of Midlothian F.C. – SC Braga 3:1 i 2:2 1 16.09 2004 1:0 Andy Webster 52, 2:0 Paul Hartley 62, 2:1 Paulo Sergio 63, 3:1 Patrick Kisnorbo 90 2 30.09 2004 1:0 Joăo Tomás 11, 1:1 Mark de Vries 27, 1:2 Mark de Vries 47, 2:2 Jaime Junior 75 |
| Austria Wiedeń – Legia Warszawa 1:0 i 3:1 1 16.09 2004 1:0 Markus Kiesenebner 83 2 30.09 2004 1:0 Tomas Vachousek 32, 2:0 Mirko Poledica 42s, 2:1 Marcin Smoliński 84, 3:1 Libor Sionko 90 |
| Dukla Bańska Bystrzyca – SL Benfica 0:3 i 0:2 1 16.09 2004 0:1 Simao 38, 0:2 Simao 64, 0:3 Joao Pereira 69 2 30.09 2004 0:1 Zlatko Zahovic 13, 0:2 Nuno Gomes 17 |
| FK Partizan – FC Dinamo Bukareszt 3:1 i 0:0 1 16.09 2004 0:1 Ionel Daniel Danciulescu 24, 1:1 Ivan Tomic 53, 2:1 Pierre Boya 54, 3:1 Bojan Brnovic 85 2 30.09 2004 |
| Parma F.C. – Maribor Branik 3:2 i 0:0 1 16.09 2004 1:0 Massimo Maccarone 6, 1:1 Andrej Kvas 14k, 2:1 Massimo Maccarone 24, 3:1 Marco Marchionni 67, 3:2 Miha Golob 90 2 30.09 2004 |
| Real Saragossa – Sigma Ołomuniec 1:0 i 3:2 1 16.09 2004 1:0 David Generelo 84 2 30.09 2004 0:1 Martin Hudec 11, 0:2 David Kobylik 52, 1:2 Fernando Soriano 78, 2:2 Martin Hudec 80s, 3:2 Javi Moreno 86 |
| Sporting CP – Rapid Wiedeń 2:0 i 0:0 1 16.09 2004 1:0 Tinga 60, 2:0 Liedson 83 2 30.09 2004 |
| Newcastle United – Hapoel Bene Sachnin 2:0 i 5:1 1 16.09 2004 1:0 Patrick Kluivert 2, 2:0 Patrick Kluivert 42 2 30.09 2004 1:0 Patrick Kluivert 11, 1:1 Alain Masudi 16, 2:1 Patrick Kluivert 42, 3:1 Alan Shearer 38, 4:1 Alan Shearer 52k, 5:1 Alan Shearer 90 |
| Steaua Bukareszt – CSKA Sofia 2:1 i 2:2 1 16.09 2004 1:0 Adrian Neaga 10, 1:1 Christo Janew 28, 2:1 Constantin Nicolae Dica 79 2 30.09 2004 1:0 Daniel Ionut Oprita 14, 2:0 Sorin Ion Paraschiv 34, 2:1 Stojko Sakaliew 45+, 2:2 Emil Gargorow 76 |
| Wisła Kraków – Dinamo Tbilisi 4:3 i 1:2 1 16.09 2004 0:1 Dżaba Kankawa 18, 0:2 Kachaber Aladaszwili 26, 1:2 Damian Gorawski 60, 2:2 Maciej Zurawski 62, 3:2 Tomasz Frankowski 64, 4:2 Tomasz Frankowski 76, 4:3 Tomasz Kłos 83s 2 30.09 2004 0:1 Georgi Nemsadze 59k, 0:2 Michaił Kakaładze 65, 1:2 Tomasz Frankowski 76 |
| FC Utrecht – Djurgårdens IF 4:0 i 0:3 1 16.09 2004 1:0 Hans van de Haar 3, 2:0 Stefaan Tanghe 37, 3:0 Dave van den Bergh 75, 4:0 Stefaan Tanghe 89 2 30.09 2004 0:1 Andreas Johansson 3, 0:2 Tobias Hysen 40, 0:3 Tobias Hysen 81 |
| Millwall Londyn – Ferencvárosi TC 1:1 i 1:3 1 16.09 2004 1:0 Dennis Wise 66, 1:1 Peter Lipcsei 78 2 30.09 2004 0:1 Dénes Rósa 26, 0:2 Sorin Botis 32, 0:3 Robert Vagner 41, 1:3 Dennis Wise 45+ |
| FC Schalke 04 – Liepājas Metalurgs 5:1 i 4:0 1 16.09 2004 1:0 Ebbe Sand 20, 1:1 Aleksandrs Katasonovs 34, 2:1 Ebbe Sand 52, 3:1 Ebbe Sand 60, 4:1 Lewan Kobiaszwili 66, 5:1 Gerald Asamoah 90 2 30.09 2004 1:0 Ebbe Sand 45, 2:0 Mike Hanke 62, 3:0 Mike Hanke 73, 4:0 Mike Hanke 90 |
| Maccabi Hajfa – Dnipro Dniepropietrowsk 1:0 i 0:2 1 16.09 2004 1:0 Roberto Damian Colautti 31 2 30.09 2004 0:1 Dmitrij Michajlenko 34, 0:2 Andriej Rusoł 77 |
| Terek Grozny – FC Basel 1:1 i 0:2 1 16.09 2004 1:0 Andriej Fiedkow 38, 1:1 Christian Gimenez 57 (mecz w Moskwie) 2 30.09 2004 0:1 Julio Hernan Rossi 11, 0:2 Kleber 89 |
| Odds BK – Feyenoord 0:1 i 1:4 1 16.09 2004 0:1 Shinji Ono 74 2 30.09 2004 0:1 Pascal Bosschaart 5, 0:2 Dirk Kuijt 45, 1:2 Olivier Occean 49, 1:3 Bart Goor 73, 1:4 Salomon Kalou 90+ |
| Aalborg BK – AJ Auxerre 1:1 i 0:2 1 16.09 2004 0:1 Benjamin Mwaruwari 38, 1:1 Mads Borgersen 43 2 30.09 2004 0:1 Bonaventure Kalou 4, 0:2 Benjani Mwaruwari 88 |
| Sevilla FC – Nacional Funchal 2:0 i 2:1 1 16.09 2004 1:0 Julio Baptista 32, 2:0 Sergio Ramos 80 2 30.09 2004 1:0 Jesuli 35, 1:1 Adriano 76, 2:1 Dirnei Renato 81 |
| ND Gorica – AEK Ateny 1:1 i 0:1 1 16.09 2004 1:0 Aleksandar Rodic 1, 1:1 Konstantinos Katsouranis 41k 2 30.09 2004 0:1 Alexander Soares 89 |
| Standard Liège – VfL Bochum 0:0 i 1:1 1 16.09 2004 2 30.09 2004 0:1 Martin Meichelbeck 45, 1:1 Jorge Wiston Curbelo 90 |
| Zenit Petersburg – FK Crvena zvezda 4:0 i 2:1 1 16.09 2004 1:0 Andriej Arczawin 26, 2:0 Aleksandr Gorszkow 32, 3:0 Andriej Arczawin 45, 4:0 Aleksandr Kierżakow 53 2 30.09 2004 0:1 Marko Pantelic 16, 1:1 Aleksandr Spiwak 58k, 2:1 Dmitrij Makarow 83 |
| Trabzonspor – Athletic Bilbao 3:2 i 0:2 1 16.09 2004 1:0 Javi Gonzalez 20s, 2:0 Mehmet Yilmaz 23, 3:0 Gokdeniz Karadeniz 69, 3:1 Carlos Gurpegi 73, 3:2 Asier del Horno 80 2 30.09 2004 0:1 Santiago Ezquerro 5, 0:2 Francisco J. Yeste 61 |
| Újpest FC – VfB Stuttgart 1:3 i 0:4 1 16.09 2004 0:1 Cacau 26, 0:2 Kevin Kuranyi 30, 1:2 Gabor Nagy 73, 1:3 Cacau 90 2 30.09 2004 0:1 Andreas Hinkel 13, 0:2 Jeronimo Cacau 57, 0:3 Horst Heldt 58k, 0:4 Jeronimo Cacau 62 |
| Panionios NFC – Udinese Calcio 3:1 i 0:1 1 16.09 2004 1:0 Dodd Travis 27, 1:1 Giampiero Pinzi 28, 2:1 Panagiotis Giannopoulos 45+, 3:1 Panagiotis Giannopoulos 59 2 30.09 2004 0:1 Stefano Mauri 83 |
| Lewski Sofia – KSK Beveren 1:1 i 0:1 1 16.09 2004 1:0 Dimityr Tełkijski 62, 1:1 Moussa Sanogo 64 2 30.09 2004 0:1 Marco Né 45 |
| Maccabi Petach Tikwa – sc Heerenveen 0:5 1 PIerwszy mecz miał się odbyć w Tel Awiwie, ale z powodu meczu Pucharu Mistrzów Maccabi Tel Awiw – Bayern Monachium przeniesiony został z 16 na 22 sierpnia. Ponieważ doszło w Izraelu do strajku w transporcie publicznym i przylot drużyny holenderskiej był niemożliwy, mecz przełożono na 23 sierpnia. W końcu jednak UEFA zdecydowała, że o awansie zadecyduje tylko jedno spotkanie na boisku SC Heerenveen. 2 30.09 2004 0:1 Arnold Bruggink 14, 0:2 Mika Väyrynen 19, 0:3 André Hanssen 56, 0:4 Victor Sikora 71, 0:5 Stefan Selakovic 81 |
| Dinamo Zagrzeb – IF Elfsborg 2:0 i 0:0 1 16.09 2004 1:0 Veldin Karić 6, 2:0 Ivan Bošnjak 78 2 30.09 2004 |
| Fimleikafélag Hafnarfjarðar – Alemannia Aachen 1:5 i 0:0 1 16.09 2004 0:1 Kai Michalke 12, 0:2 Kai Michalke 14, 0:3 Erik Meijer 44, 1:3 Atli Vidar Bjornsson 87, 1:4 Alexander Klitzpera 89, 1:5 Reiner Plasshenrich 90 2 30.09 2004 (mecz w Kolonii) |
| Middlesbrough F.C. – Baník Ostrawa 3:0 i 1:1 1 16.09 2004 1:0 Jimmy Floyd Hasselbaink 57, 2:0 Mark Viduka 63, 3:0 Mark Viduka 80 2 30.09 2004 0:1 David Bystron 19, 1:1 James Morrison 90+ |
| Club Brugge – LB Châteauroux 4:0 i 2:1 1 16.09 2004 1:0 Philippe Clement 18, 2:0 Timmy Simons 43k, 3:0 Rune Lange 80, 4:0 Alin Stoica 88 2 30.09 2004 1:0 Rune Lange 15, 1:1 Kamel Chafni 24, 2:1 Ivan Gvozdenović 29 |
| PAOK FC – AZ Alkmaar 2:3 i 1:2 1 16.09 2004 0:1 Barry van Galen 18, 1:1 Dimitrios Salpingidis 25, 2:1 Leonidas Vokolos 31, 2:2 Denny Landzaat 36, 2:3 Martijn Meerdink 50 2 30.09 2004 1:0 Dimitrios Salpingidis 8, 1:1 Michael Buskermolen 10, 1:2 Joris Mathijsen 71 |
| FK Ventspils – Amica Wronki 1:1 i 0:1 1 16.09 2004 0:1 Karol Gregorek 25, 1:1 Vīts Rimkus 72 2 30.09 2004 0:1 Jacek Dembiński 45 |
| FC Sochaux-Montbéliard – Stabæk Fotball 4:0 i 5:0 1 16.09 2004 1:0 Wilson Oruma 25, 2:0 Jaouad Zairi 60, 3:0 Ilan 69, 4:0 Michaël Isabey 84 2 30.09 2004 1:0 Francileudo dos Santos 26, 2:0 Jaouad Zairi 35, 3:0 Ilan 76, 4:0 Jérémy Mathieu 81, 5:0 Ilan 90 |
| AO Egaleo – Gençlerbirliği SK 1:0 i 1:1 1 16.09 2004 1:0 Barkoglou 13k 2 30.09 2004 1:0 Barkoglou 42, 1:1 Friesenbichler 54s |
| CS Marítimo – Rangers F.C. 1:0 i 0:1 (dog), karne 2:4 1 16.09 2004 1:0 Manduca 27 2 30.09 2004 0:1 Dado Pršo 70 |
| Hammarby IF – Villarreal CF 1:2 i 0:3 1 16.09 2004 0:1 Antonio Guayre 12, 0:2 Gonzalo Javier Rodríguez 23, 1:2 Björn Runström 24 2 30.09 2004 0:1 Antonio Guayre 9, 0:2 Héctor Font 58, 0:3 Santi Cazorla 86 |

## Faza grupowa

### Grupa A
| Feyenoord – Heart of Midlothian F.C. 3:0 (1:0) - 21.10 2004 1:0 Dirk Kuijt 22, 2:0 Bart Goor 57, 3:0 Dirk Kuijt 83             |
| FC Schalke 04 – FC Basel 1:1 (1:0) - 21.10 2004 1:0 Lewan Kobiaszwili 8, 1:1 Matías Delgado 82                                 |
| Heart of Midlothian F.C. – FC Schalke 04 0:1 (0:0) - 04.11 2004 0:1 Lincoln 73                                                 |
| Ferencvárosi TC – Feyenoord 1:1 (1:0) - 04.11 2004 1:0 Dániel Tőzsér 27, 1:1 Salomon Kalou 63                                  |
| FC Schalke 04 – Ferencvárosi TC 2:0 (2:0) - 25.11 2004 1:0 Gábor Gyepes 15s, 2:0 Lewan Kobiaszwili 40                          |
| FC Basel – Heart of Midlothian F.C. 1:2 (0:1) - 25.11 2004 0:1 Ramón Pereira 31, 1:1 César Carignano 77, 1:2 Robbie Neilson 89 |
| Ferencvárosi TC – FC Basel 1:2 (1:0) - 01.12 2004 1:0 Dénes Rósa 22, 1:1 Julio Hernán Rossi 59, 1:2 Benjamin Huggel 79         |
| Feyenoord – FC Schalke 04 2:1 (2:1) - 01.12 2004 0:1 Mike Hanke 8, 1:1 Salomon Kalou 33, 2:1 Salomon Kalou 41                  |
| Heart of Midlothian F.C. – Ferencvárosi TC 0:1 (0:1) - 16.12 2004 0:1 Dénes Rósa 30                                            |
| FC Basel – Feyenoord 1:0 (0:0) - 16.12 2004 1:0 César Carignano 53                                                             |

| Poz | Klub                     | Mecze | Zw | Rem | Por | Pkt | BrZd | BrStr |
| --- | ------------------------ | ----- | -- | --- | --- | --- | ---- | ----- |
| 1   | Feyenoord                | 4     | 2  | 1   | 1   | 7   | 6    | 3     |
| 2   | FC Schalke 04            | 4     | 2  | 1   | 1   | 7   | 5    | 3     |
| 3   | FC Basel                 | 4     | 2  | 1   | 1   | 7   | 5    | 4     |
| 4   | Ferencvárosi TC          | 4     | 1  | 1   | 2   | 4   | 3    | 5     |
| 5   | Heart of Midlothian F.C. | 4     | 1  | 0   | 3   | 3   | 2    | 6     |

### Grupa B
| Steaua Bukareszt – Standard Liège 2:0 (0:0) - 21.10 2004 1:0 Ivica Dragutinović 68s, 2:0 Adrian Neaga 81 |
| Athletic Bilbao – Parma F.C. 2:0 (1:0) - 21.10 2004 1:0 Carlos Gurpegi 6, 2:0 Asier del Horno 49 |
| Parma F.C. – Steaua Bukareszt 1:0 (0:0) - 04.11 2004 1:0 Alessandro Budel 79 |
| Beşiktaş JK – Athletic Bilbao 3:1 (1:0) - 04.11 2004 1:0 Ali Güneş 26, 1:1 Santiago Ezquerro 49, 2:1 John Carew 63, 3:1 İbrahim Akın 89 |
| Steaua Bukareszt – Beşiktaş JK 2:1 (2:0) - 25.11 2004 1:0 Adrian Neaga 3, 2:0 Cristian Ciocoiu 19, 2:1 İbrahim Akın 88 |
| Standard Liège – Parma F.C. 2:1 (0:1) - 25.11 2004 0:1 Andrea Pisanu 44, 1:1 Karel Geraerts 54, 2:1 Juan Curbelo 90 |
| Beşiktaş JK – Standard Liège 1:1 (1:0) - 01.12 2004 1:0 Okan Buruk 30, 1:1 Sambégou Bangoura 81 |
| Athletic Bilbao – Steaua Bukareszt 1:0 (1:0) - 01.12 2004 1:0 Joseba Etxeberria 45 |
| Parma F.C. – Beşiktaş JK 3:2 (2:1) - 16.12 2004 0:1 Okan Buruk 6, 1:1 Alberto Gilardino 17, 2:1 Giuseppe Cardone 36, 3:1 Daniele Degano 60, 3:2 Tümer Metin 88                                                                                            |
| Standard Liège – Athletic Bilbao 1:7 (1:3) - 16.12 2004 0:1 Santiago Ezquerro 6, 0:2 Santiago Ezquerro 9, 1:2 Oguchi Onyewu 14, 1:3 Francisco Yeste 35, 1:4 Santiago Ezquerro 55, 1:5 Andoni Iraola 58k, 1:6 Asier Del Horno 64, 1:7 Joseba Etxeberria 71 |

| Poz | Klub             | Mecze | Zw | Rem | Por | Pkt | BrZd | BrStr |
| --- | ---------------- | ----- | -- | --- | --- | --- | ---- | ----- |
| 1   | Athletic Bilbao  | 4     | 3  | 0   | 1   | 9   | 11   | 4     |
| 2   | Steaua Bukareszt | 4     | 2  | 0   | 2   | 6   | 4    | 3     |
| 3   | Parma F.C.       | 4     | 2  | 0   | 2   | 6   | 5    | 6     |
| 4   | Beşiktaş JK      | 4     | 1  | 1   | 2   | 4   | 7    | 7     |
| 5   | Standard Liège   | 4     | 1  | 1   | 2   | 4   | 4    | 11    |

### Grupa C
| Dnipro Dniepropietrowsk – Club Brugge 3:2 (2:2) - 21.10 2004 1:0 Oleg Wenglinskij 14, 1:1 Nastja Čeh 37, 1:2 Boško Balaban 43, 2:2 Ołeksandr Rykun 45, 3:2 Oleg Wenglinskij 62 |
| Real Saragossa – FC Utrecht 2:0 (0:0) - 21.10 2004 1:0 David Villa 77, 2:0 David Villa 82                                                                                      |
| FC Utrecht – Dnipro Dniepropietrowsk 1:2 (0:1) - 04.11 2004 0:1 Rusłan Rotan 12, 0:2 Dmytro Semoczko 82, 1:2 Darl Douglas 87                                                   |
| Austria Wiedeń – Real Saragossa 1:0 (0:0) - 04.11 2004 1:0 Radosław Gilewicz 71                                                                                                |
| Dnipro Dniepropietrowsk – Austria Wiedeń 1:0 (1:0) - 25.11 2004 1:0 Serhij Nazarenko 19                                                                                        |
| Club Brugge – FC Utrecht 1:0 (0:0) - 25.11 2004 1:0 Rune Lange 62 |
| Austria Wiedeń – Club Brugge 1:1 (0:0) - 01.12 2004 1:0 Radosław Gilewicz 50, 1:1 Rune Lange 90                                                                                |
| Real Saragossa – Dnipro Dniepropietrowsk 2:1 (1:1) - 01.12 2004 0:1 Władimir Jezerski 2, 1:1 Sávio 9, 2:1 David Generelo 73                                                    |
| FC Utrecht – Austria Wiedeń 1:2 (0:1) - 16.12 2004 0:1 Libor Sionko 14, 1:1 Darl Douglas 55, 1:2 Sigurd Rushfeldt 78                                                           |
| Club Brugge – Real Saragossa 1:1 (0:1) - 16.12 2004 0:1 Sávio 40, 1:1 Nastja Čeh 70                                                                                            |

| Poz | Klub                    | Mecze | Zw | Rem | Por | Pkt | BrZd | BrStr |
| --- | ----------------------- | ----- | -- | --- | --- | --- | ---- | ----- |
| 1   | Dnipro Dniepropietrowsk | 4     | 3  | 0   | 1   | 9   | 7    | 5     |
| 2   | Real Saragossa          | 4     | 2  | 1   | 1   | 7   | 5    | 3     |
| 3   | Austria Wiedeń          | 4     | 2  | 1   | 1   | 7   | 4    | 3     |
| 4   | Club Brugge             | 4     | 1  | 2   | 1   | 5   | 5    | 5     |
| 5   | FC Utrecht              | 4     | 0  | 0   | 4   | 0   | 2    | 7     |

### Grupa D
| Dinamo Tbilisi – FC Sochaux-Montbéliard 0:2 (0:2) - 21.10 2004 0:1 Ilan 18, 0:2 Gregory Paisley 37 |
| Panionios NFC – Newcastle United 0:1 (0:1) - 21.10 2004 0:1 Alan Shearer 86k |
| Newcastle United – Dinamo Tbilisi 2:0 (1:0) - 04.11 2004 1:0 Alan Shearer 38, 2:0 Craig Bellamy 56 |
| Sporting CP – Panionios NFC 4:1 (2:1) - 04.11 2004 1:0 Custódio 5, 1:1 Carlos Marcora 35, 2:1 Roudolphe Douala 38, 3:1 Liédson 79, 4:1 Hugo Viana 81                                                                           |
| Dinamo Tbilisi – Sporting CP 0:4 (0:2) - 25.11 2004 0:1 Liédson 7, 0:2 Liédson 30, 0:3 Liédson 59, 0:4 Hugo Viana 90 |
| FC Sochaux-Montbéliard – Newcastle United 0:4 (0:1) - 25.11 2004 0:1 Lee Bowyer 29, 0:2 Shola Ameobi 46, 0:3 Craig Bellamy 75, 0:4 Laurent Robert 90                                                                           |
| Sporting CP – FC Sochaux-Montbéliard 0:1 (0:1) - 01.12 2004 0:1 Johan Lonfat 2 |
| Panionios NFC – Dinamo Tbilisi 5:2 (0:1) - 01.12 2004 0:1 Michaił Kakaładze 38, 1:1 Vaggelis Mantzios 58, 1:2 Lado Achalaja 60, 2:2 Vaggelis Mantzios 67, 3:2 Vaggelis Mantzios 78, 4:2 Carlos Marcora 90, 5:2 Mário Breška 90 |
| Newcastle United – Sporting CP 1:1 (1:1) - 16.12 2004 1:0 Craig Bellamy 5, 1:1 Custódio 39 |
| FC Sochaux-Montbéliard – Panionios NFC 1:0 (0:0) - 16.12 2004 1:0 Michaël Isabey 86 |

| Poz | Klub                   | Mecze | Zw | Rem | Por | Pkt | BrZd | BrStr |
| --- | ---------------------- | ----- | -- | --- | --- | --- | ---- | ----- |
| 1   | Newcastle United       | 4     | 3  | 1   | 0   | 10  | 8    | 1     |
| 2   | FC Sochaux-Montbéliard | 4     | 3  | 0   | 1   | 9   | 4    | 4     |
| 3   | Sporting CP            | 4     | 2  | 1   | 1   | 7   | 9    | 3     |
| 4   | Panionios NFC          | 4     | 1  | 0   | 3   | 3   | 6    | 8     |
| 5   | Dinamo Tbilisi         | 4     | 0  | 0   | 4   | 0   | 2    | 13    |

### Grupa E
| S.S. Lazio – Villarreal CF 1:1 (0:1) - 21.10 2004 0:1 José Mari 4, 1:1 Tommaso Rocchi 84                                                |
| AO Egaleo – Middlesbrough F.C. 0:1 (0:0) - 21.10 2004 0:1 Stewart Downing 78                                                            |
| Middlesbrough F.C. – S.S. Lazio 2:0 (1:0) - 04.11 2004 1:0 Boudewijn Zenden 16, 2:0 Boudewijn Zenden 71                                 |
| FK Partizan – AO Egaleo 4:0 (1:0) - 04.11 2004 1:0 Giannis Christou 23sam., 2:0 Saša Ilić 56, 3:0 Saša Ilić 61, 4:0 Simon Vukčević 69   |
| S.S. Lazio – FK Partizan 2:2 (0:2) - 25.11 2004 0:1 Pierre Boya 6, 0:2 Pierre Boya 24, 1:2 Paolo Di Canio 52, 2:2 Simone Inzaghi 73     |
| Villarreal CF – Middlesbrough F.C. 2:0 (1:0) - 25.11 2004 1:0 Antonio Guayre 37, 2:0 Javi Venta 75                                      |
| FK Partizan – Villarreal CF 1:1 (0:1) - 02.12 2004 0:1 Santi Cazorla 17, 1:1 Ivan Tomić 66k                                             |
| AO Egaleo – S.S. Lazio 2:2 (1:2) - 02.12 2004 1:0 Giannis Chloros 7, 1:1 Roberto Muzzi 13, 1:2 Roberto Muzzi 36, 2:2 Anestis Agritis 54 |
| Middlesbrough F.C. – FK Partizan 3:0 (2:0) - 15.12 2004 1:0 Szilárd Németh 9, 2:0 Joseph-Désiré Job 23, 3:0 James Morrison 90           |
| Villarreal CF – AO Egaleo 4:0 (2:0) - 15.12 2004 1:0 Héctor Font 13, 2:0 Antonio Guayre 39, 3:0 Javi Venta 53, 4:0 Santi Cazorla 64     |

| Poz | Klub               | Mecze | Zw | Rem | Por | Pkt | BrZd | BrStr |
| --- | ------------------ | ----- | -- | --- | --- | --- | ---- | ----- |
| 1   | Middlesbrough F.C. | 4     | 3  | 0   | 1   | 9   | 6    | 2     |
| 2   | Villarreal CF      | 4     | 2  | 2   | 0   | 8   | 8    | 2     |
| 3   | FK Partizan        | 4     | 1  | 2   | 1   | 5   | 7    | 6     |
| 4   | S.S. Lazio         | 4     | 0  | 3   | 1   | 3   | 5    | 7     |
| 5   | AO Egaleo          | 4     | 0  | 1   | 3   | 1   | 2    | 11    |

### Grupa F
| Amica Wronki – Rangers F.C. 0:5 (0:1) - 21.10 2004 0:1 Peter Løvenkrands 18, 0:2 Nacho Novo 58, 0:3 Fernando Ricksen 70, 0:4 Szota Arweładze 73k, 0:5 Steven Thompson 88                        |
| AJ Auxerre – Grazer AK 0:0 - 21.10 2004 |
| Grazer AK – Amica Wronki 3:1 (1:1) - 04.11 2004 0:1 Jacek Dembiński 27, 1:1 Roland Kollmann 32, 2:1 Roland Kollmann 61k, 3:1 Roland Kollmann 71                                                 |
| AZ Alkmaar – AJ Auxerre 2:0 (2:0) - 04.11 2004 1:0 Stein Huysegems 4, 2:0 Stein Huysegems 18 |
| Amica Wronki – AZ Alkmaar 1:3 (0:3) - 25.11 2004 0:1 Barry van Galen 13, 0:2 Martijn Meerdink 37, 0:3 Stein Huysegems 39, 1:3 Jacek Dembiński 58k                                               |
| Rangers F.C. – Grazer AK 3:0 (0:0) - 25.11 2004 1:0 Nacho Novo 58, 2:0 Szota Arweładze 86, 3:0 Hamed Namouchi 90                                                                                |
| AZ Alkmaar – Rangers F.C. 1:0 (1:0) - 02.12 2004 1:0 Denny Landzaat 8 |
| AJ Auxerre – Amica Wronki 5:1 (4:1) - 02.12 2004 1:0 Jean-Pascal Mignot 1, 2:0 Luigi Pieroni 5, 2:1 Paweł Kryszałowicz 17, 3:1 Luigi Pieroni 24, 4:1 Luigi Pieroni 26, 5:1 Bonaventure Kalou 56 |
| Grazer AK – AZ Alkmaar 2:0 (1:0) - 15.12 2004 1:0 Rene Aufhauser 41, 2:0 Roland Kollmann 54k |
| Rangers F.C. – AJ Auxerre 0:2 (0:1) - 15.12 2004 0:1 Bonaventure Kalou 9, 0:2 Bonaventure Kalou 47                                                                                              |

| Poz | Klub         | Mecze | Zw | Rem | Por | Pkt | BrZd | BrStr |
| --- | ------------ | ----- | -- | --- | --- | --- | ---- | ----- |
| 1   | AZ Alkmaar   | 4     | 3  | 0   | 1   | 9   | 6    | 3     |
| 2   | AJ Auxerre   | 4     | 2  | 1   | 1   | 7   | 7    | 3     |
| 3   | Grazer AK    | 4     | 2  | 1   | 1   | 7   | 5    | 4     |
| 4   | Rangers F.C. | 4     | 2  | 0   | 2   | 6   | 8    | 3     |
| 5   | Amica Wronki | 4     | 0  | 0   | 4   | 0   | 3    | 16    |

### Grupa G
| SL Benfica – sc Heerenveen 4:2 (2:0) - 21.10 2004 1:0 Manuel Dos Santos 14, 2:0 Nuno Gomes 32, 2:1 Uğur Yıldırım 49, 2:2 Klaas-Jan Huntelaar 53k, 3:2 Azar Karadaş 74, 4:2 Nuno Gomes 78                        |
| KSK Beveren – VfB Stuttgart 1:5 (0:2) - 21.10 2004 0:1 Cacau 9, 0:2 Kevin Kuranyi 39, 0:3 Cacau 52, 0:4 Philipp Lahm 76, 1:4 Romaric 86, 1:5 Imre Szabics 90+                                                   |
| VfB Stuttgart – SL Benfica 3:0 (1:0) - 04.11 2004 1:0 Cacau 32, 2:0 Silvio Meissner 52, 3:0 Kevin Kuranyi 72 |
| Dinamo Zagrzeb – KSK Beveren 6:1 (4:0) - 04.11 2004 1:0 Eduardo da Silva 16, 2:0 Andre Mijatović 25, 3:0 Dario Zahora 35, 4:0 Dario Zahora 41, 5:0 Niko Kranjčar 56, 5:1 Björn Vleminckx 84, 6:1 Edin Mujcin 87 |
| SL Benfica – Dinamo Zagrzeb 2:0 (2:0) - 25.11 2004 1:0 Tomislav Sokota 12, 2:0 Simão Sabrosa 29k |
| sc Heerenveen – VfB Stuttgart 1:0 (0:0) - 25.11 2004 1:0 Uğur Yıldırım 65 |
| Dinamo Zagrzeb – sc Heerenveen 2:2 (1:0) - 02.12 2004 1:0 Ivan Bosnjak 15, 2:0 Danijel Pranjić 57, 2:1 Uğur Yıldırım 84, 2:2 Klaas-Jan Huntelaar 89k                                                            |
| KSK Beveren – SL Benfica 0:3 (0:2) - 02.12 2004 0:1 Simão Sabrosa 5k, 0:2 Zlatko Zahovič 21, 0:3 Zlatko Zahovič 59                                                                                              |
| VfB Stuttgart – Dinamo Zagrzeb 2:1 (1:0) - 15.12 2004 1:0 Christian Tiffert 15, 1:1 Ivan Bosnjak 66, 2:1 Fernando Meira 75                                                                                      |
| sc Heerenveen – KSK Beveren 1:0 (1:0) - 15.12 2004 1:0 Arnold Bruggink 26 |

| Poz | Klub           | Mecze | Zw | Rem | Por | Pkt | BrZd | BrStr |
| --- | -------------- | ----- | -- | --- | --- | --- | ---- | ----- |
| 1   | VfB Stuttgart  | 4     | 3  | 0   | 1   | 9   | 10   | 3     |
| 2   | SL Benfica     | 4     | 3  | 0   | 1   | 9   | 9    | 5     |
| 3   | sc Heerenveen  | 4     | 2  | 1   | 1   | 7   | 6    | 6     |
| 4   | Dinamo Zagrzeb | 4     | 1  | 1   | 2   | 4   | 9    | 7     |
| 5   | KSK Beveren    | 4     | 0  | 0   | 4   | 0   | 2    | 15    |

### Grupa H
| Zenit Petersburg – AEK Ateny 5:1 (1:1) - 21.10 2004 0:1 Asimakis Krassas 3, 1:1 Andriej Arszawin 44, 2:1 Aleksandr Kierżakow 48, 3:1 Aleksandr Kierżakow 54, 4:1 Aleksandr Kierżakow 68, 5:1 Igor Denisow 86 |
| Alemannia Aachen – Lille OSC 1:0 (0:0) - 21.10 2004 1:0 Erik Meijer 67 |
| Lille OSC – Zenit Petersburg 2:1 (2:1) - 04.11 2004 1:0 Grégory Tafforeau 34, 1:1 Aleksandr Kierżakow 38, 2:1 Matt Moussilou 41                                                                              |
| Sevilla FC – Alemannia Aachen 2:0 (1:0) - 04.11 2004 1:0 Carlos Aranda 7, 2:0 Júlio Baptista 77k |
| Zenit Petersburg – Sevilla FC 1:1 (1:0) - 25.11 2004 1:0 Andriej Arszawin 35, 1:1 Júlio Baptista 71 |
| AEK Ateny – Lille OSC 1:2 (0:1) - 25.11 2004 0:1 Milivoje Vitakić 26, 0:2 Matthieu Debuchy 63, 1:2 Kofi Amponsah 72                                                                                          |
| Sevilla FC – AEK Ateny 3:2 (2:1) - 02.12 2004 0:1 Nikos Liberopoulos 10, 1:1 Júlio Baptista 19, 2:1 Antoñito 29, 2:2 Stavros Giorgiopoulos 47, 3:2 Júlio Baptista 89k                                        |
| Alemannia Aachen – Zenit Petersburg 2:2 (1:1) - 02.12 2004 1:0 Erik Meijer 25, 1:1 Władisław Radimow 38k, 1:2 Oleksandr Gorszkow 76, 2:2 Stefan Blank 90k                                                    |
| Lille OSC – Sevilla FC 1:0 (0:0) - 15.12 2004 1:0 Matt Moussilou 77 |
| AEK Ateny – Alemannia Aachen 0:2 (0:0) - 15.12 2004 0:1 Erik Meijer 57, 0:2 Daniel Gomez 84 |

| Poz | Klub             | Mecze | Zw | Rem | Por | Pkt | BrZd | BrStr |
| --- | ---------------- | ----- | -- | --- | --- | --- | ---- | ----- |
| 1   | Lille OSC        | 4     | 3  | 0   | 1   | 9   | 5    | 3     |
| 2   | Sevilla FC       | 4     | 2  | 1   | 1   | 7   | 6    | 4     |
| 3   | Alemannia Aachen | 4     | 2  | 1   | 1   | 7   | 5    | 4     |
| 4   | Zenit Petersburg | 4     | 1  | 2   | 1   | 5   | 9    | 6     |
| 5   | AEK Ateny        | 4     | 0  | 0   | 4   | 0   | 4    | 12    |

## 1/16 finału
| Grazer AK – Middlesbrough F.C. 2:2 i 1:2 1 17.02 2005 0:1 Boudewijn Zenden 52, 1:1 Mario Bazina 64, 1:2 Jimmy Floyd Hasselbaink 65, 2:2 Roland Kollmann 80 2 24.02 2005 1:0 Mario Bazina 9, 1:1 James Morrison 19, 1:2 Jimmy Floyd Hasselbaink 61 |
| sc Heerenveen – Newcastle United 1:2 i 1:2 1 17.02 2005 1:0 Klaas-Jan Huntelaar 24, 1:1 Alan Shearer 69, 1:2 Lee Bowyer 82 2 24.02 2005 0:1 Michel Breuer 10s, 0:2 Alan Shearer 25, 1:2 Arnold Bruggink 80k                                       |
| FC Basel – Lille OSC 0:0 i 0:2 1 17.02 2005 2 24.02 2005 0:1 Matt Moussilou 37 0:2 Milenko Ačimovič 78 |
| Parma F.C. – VfB Stuttgart 0:0 i 2:0 (dog) 1 16.02 2005 2 24.02 2005 0:1 Marco Marchionni 98 0:2 Andrea Pisanu 116 |
| Sporting CP – Feyenoord 2:1 i 2:1 1 16.02 2005 0:1 Bart Goor 11, 1:1 Custódio 22, 2:1 Liédson 36 2 24.02 2005 0:1 Liédson 62, 0:2 Fábio Rochemback 83, 1:2 Nicky Hofs 89                                                                          |
| Alemannia Aachen – AZ Alkmaar 0:0 i 1:2 1 17.02 2005 (mecz w Kolonii) 2 24.02 2005 1:0 Erik Meijer 31, 1:1 Barry van Galen 61, 1:2 Joris Mathijsen 79                                                                                             |
| Austria Wiedeń – Athletic Bilbao 0:0 i 2:1 1 24.02 2005 2 27.02 2005 0:1 Francisco Yeste 20k, 1:1 Libor Sionko 35, 2:1 Libor Sionko 70 |
| FK Partizan – Dnipro Dniepropietrowsk 2:2 i 1:0 1 16.02 2005 1:0 Obiora Odita 12, 1:1 Siergiej Nazarenko 28, 2:1 Obiora Odita 45, 2:2 Andrij Rusoł 57 2 24.02 2005 1:0 Miroslav Radović 88                                                        |
| Valencia CF – Steaua Bukareszt 2:0 i 0:2 (dog), karne 3:4 1 16.02 2005 1:0 Marco Di Vaio 38, 2:0 Pablo Aimar 55 2 24.02 2005 0:1 Andrei Cristea 50, 0:2 Andrei Cristea 70                                                                         |
| AFC Ajax – AJ Auxerre 1:0 i 1:3 1 16.02 2005 1:0 Maxwell 36 2 24.02 2005 0:1 Bonaventure Kalou 31, 1:1 Ryan Babel 37, 1:2 Benoît Cheyrou 55, 1:3 Lionel Mathis 86                                                                                 |
| CSKA Moskwa – SL Benfica 2:0 i 1:1 1 17.02 2005 1:0 Wasilij Bierezucki 12, Vágner Love 61 2 24.02 2005 1:0 Siergiej Ignaszewicz 50, 1:1 Azar Karadaş 64                                                                                           |
| Fenerbahçe SK – Real Saragossa 0:1 i 1:2 1 17.02 2005 0:1 Álvaro 72 2 24.02 2005 0:1 Luciano Galletti 11, 0:2 Sávio 71, 1:2 Alex 87 |
| Panathinaikos AO – Sevilla FC 1:0 i 0:2 1 16.02 2005 1:0 Loukas Vintra 75 2 24.02 2005 0:1 Ariza Makukula 84, 0:2 Adriano Correira 90 |
| Szachtar Donieck – FC Schalke 04 1:1 i 1:0 1 16.02 2005 0:1 Aílton 7, 1:1 Brandão 86 2 24.02 2005 1:0 Julius Aghahowa 22 |
| Olympiakos SFP – FC Sochaux-Montbéliard 1:0 i 1:0 1 17.02 2005 1:0 Janis Okas 29 2 24.02 2005 1:0 Ieroklis Stoltidis 67 |
| Dynamo Kijów – Villarreal CF 0:0 i 0:2 1 17.02 2005 2 24.02 2005 0:1 Luciano Figueroa 20, 0:2 Santi Cazorla 33 |

## 1/8 finału
| Middlesbrough – Sporting CP 2:3 i 0:1 1 10.03 2005 0:1 Pedro Barbosa 47, 0:2 Liédson 50, 0:3 Roudolphe Douala 65, 1:3 Joseph-Désiré Job 79, 2:3 Chris Riggott 86 2 17.03 2005 0:1 Pedro Barbosa 88                                                   |
| Sevilla FC – Parma F.C. 0:0 i 0:1 1 10.03 2005 2 17.03 2005 0:1 Giuseppe Cardone 19 |
| Steaua Bukareszt – Villarreal CF 0:0 i 0:2 1 16.03 2005 2 20.03 2005 0:1 José Mari 6, 0:2 Juan Román Riquelme 62k |
| Lille OSC – AJ Auxerre 0:1 i 0:0 1 10.03 2005 0:1 Kanga Akalé 45 2 17.03 2005 |
| Olympiakos SFP – Newcastle United 1:3 i 0:4 1 10.03 2005 0:1 Alan Shearer 12k, 1:1 Predrag Đorđević 16k, 1:2 Laurent Robert 34, 1:3 Patrick Kluivert 69 2 16.03 2005 0:1 Kieron Dyer 18, 0:2 Alan Shearer 45, 0:3 Lee Bowyer 54, 0:4 Alan Shearer 69 |
| Szachtar Donieck – AZ Alkmaar 1:3 i 1:2 1 10.03 2005 0:1 Robin Nelisse 27, 1:1 Francelino Matuzalem 45, 1:2 Joris Mathijsen 51, 1:3 Kenneth Perez 90k 2 16.03 2005 0:1 Barry van Galen 1, 0:2 Martijn Meerdink 65, 1:2 Elano 67                      |
| FK Partizan – CSKA Moskwa 1:1 i 0:2 1 10.03 2005 0:1 Jewgienij Ałdonin 17, 1:1 Ivan Tomić 83k 2 17.03 2005 0:1 Daniel Carvalho 69, 0:2 Vágner Love 85k (drugi mecz w Krasnodarze)                                                                    |
| Austria Wiedeń – Real Saragossa 1:1 i 2:2 1 10.03 2005 1:0 Sigurd Rushfeldt 32, 1:1 Sávio 74 2 17.03 2005 1:0 Saša Papac 6, 2:0 Tosin Dosunmu 13, 2:1 David Villa 58, 2:2 Luciano Galletti 63                                                        |

## 1/4 finału
| Villarreal CF – AZ Alkmaar 1:2 i 1:1 1 07.04 2005 0:1 Denny Landzaat 12, 1:1 Juan Román Riquelme 14, 1:2 Robin Nelisse 74 2 14.04 2005 0:1 Kenneth Perez 8, 1:1 Luciano Figueroa 72             |
| CSKA Moskwa – AJ Auxerre 4:0 i 0:2 1 07.04 2005 1:0 Lionel Mathis 21s, Siergiej Ignaszewicz 63k, Vágner Love 71, Rołan Gusiew 77 2 14.04 2005 0:1 Yann Lachuer 9, Bonaventure Kalou 79k         |
| Newcastle United – Sporting CP 1:0 i 1:4 1 07.04 2005 1:0 Alan Shearer 37 2 14.04 2005 1:0 Kieron Dyer 20, 1:1 Marius Niculae 40, 1:2 Ricardo Sá Pinto 72, 1:3 Beto 77, 1:4 Fábio Rochemback 90 |
| Austria Wiedeń – Parma F.C. 1:1 i 0:0 1 07.04 2005 0:1 Andrea Pisanu 34, 1:1 Sebastian Mila 61 2 14.04 2005                                                                                     |

## 1/2 finału
| Parma F.C. – CSKA Moskwa 0:0 i 0:3 1 28.04 2005 2 05.05 2005 0:1 Daniel Carvalho 10, 0:2 Daniel Carvalho 53, 0:3 Wasilij Bierezucki 60 klub Parma złożył protest w związku z tym, że w meczu rewanżowym bramkarz klubu został trafiony rzuconą z trybun racą; protest został oddalony |
| Sporting CP – AZ Alkmaar 2:1 i 2:3 (dog) 1 28.04 2005 0:1 Denny Landzaat 36, 1:1 Roudolphe Douala 37, 2:1 Mauricio Pinilla 80 2 05.05 2005 0:1 Kenneth Perez 6, 1:1 Liédson 45+3, 1:2 Stein Huysegems 79, 1:3 Kew Jaliens 109, 2:3 Miguel Garcia 120+2                                |

## Finał
| 18 maja 2005 Lizbona Estádio José Alvalade (48 000) Sporting CP – CSKA Moskwa 1:3 (1:0) Sędzia: Graham Poll (Anglia) Bramki: 1:0 Rogério 29, 1:1 Aleksiej Bierezucki 56, 1:2 Jurij Żyrkow 66, 1:3 Vágner Love 75 Żółte kartki: Pedro Barbosa Sporting Clube de Portugal (trener José Peseiro): Ricardo – Miguel Garcia, Beto, Joseph Enakarhire, Rogério (80 Roudolphe Douala), Pedro Barbosa, Fábio Rochemback, João Moutinho (88 Hugo Viana), Rodrigo Tello, Ricardo Sá Pinto (73 Marius Niculae), Liédson CSKA Moskwa (trener Walerij Gazzajew): Igor Akinfiejew – Wasilij Bierezucki, Siergiej Ignaszewicz, Aleksiej Bierezucki, Chidi Odiah, Daniel Carvalho (82 Deividas Semberas), Jewgienij Ałdonin (90 Rołan Gusiew), Elvir Rahimić, Jurij Żyrkow, Ivica Olić (67 Miloš Krasić), Vágner Love |